# Donnevan Rellum
Donnevan Rellum of Donovan Rellum (4 januari 2000), is een Surinaams basketballer en voetballer.
Als voetballer is hij verdediger en middenvelder voor SV Transvaal en in het Surinaams voetbalelftal.

## Biografie
In 2016 kwam hij in de scholencompetitie van het basketbal uit voor de Mgr. Wulfingh-Mulo. Sinds circa 2018 speelt hij in de hoodklasse van de basketbalcompetitie voor de club Koi Carper.
Daarnaast speelt hij voetbal. Sinds circa 2017 speelde hij voor Transvaal U-17 en medio 2018 voor Transvaal U-18 en U-20. Sinds circa 2019 speelt hij voor Transvaal in de SVB Hoofdklasse.
In juli 2016 was hij daarnaast opgenomen in de U-17-selectie van het Surinaams voetbalelftal. Hij speelde in 2017 wedstrijden tegen Canada, Costa Rica en Cuba. In januari 2022 werd hij in de nationale selectie (Natio) opgenomen onder leiding van bondscoach Stanley Menzo. Op 28 januari van dat jaar maakte hij zijn interlanddebuut tegen Barbados.
Verder speelt hij in het futsal voor Castilla.